# Aborto en China

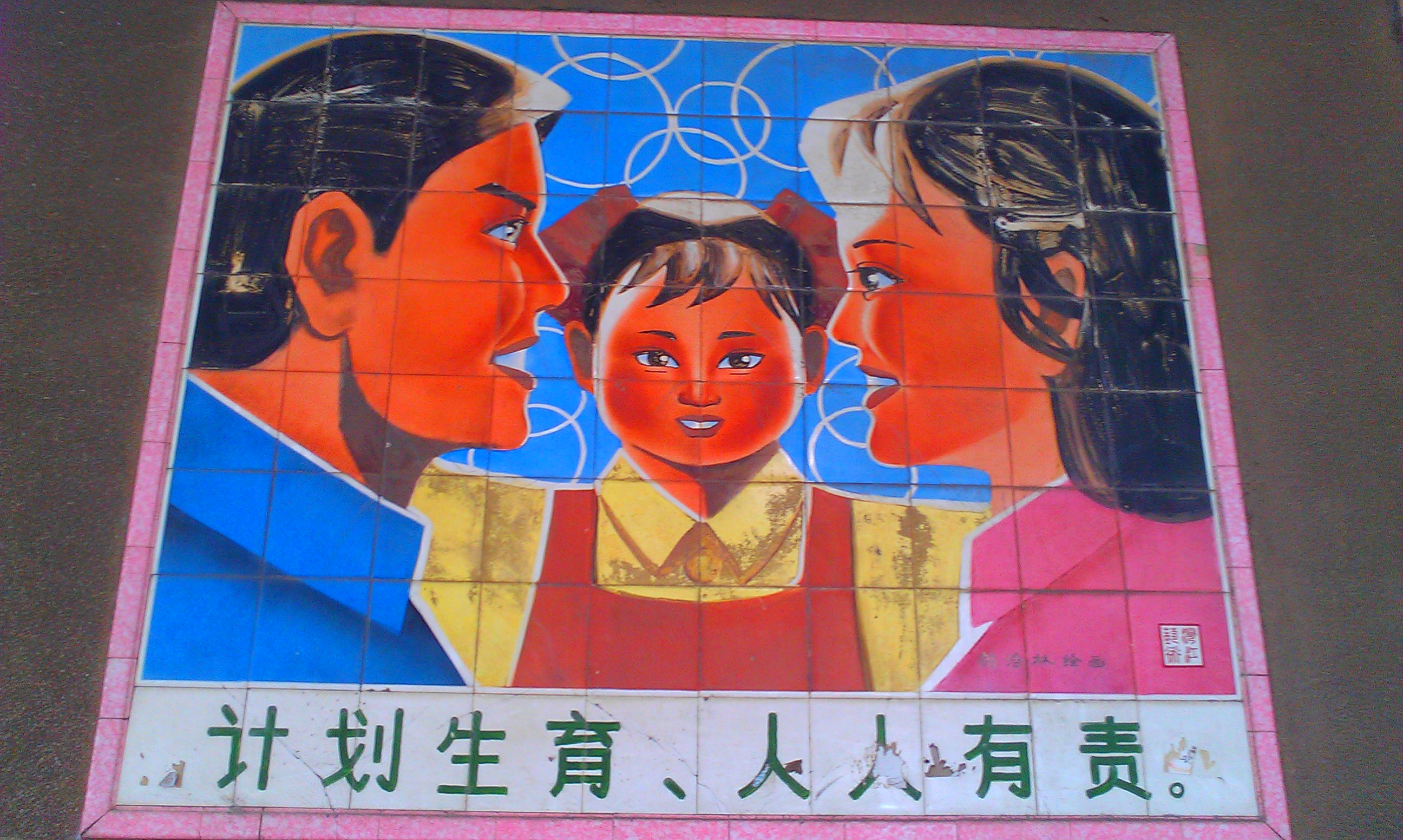
Pinturas en baldosas sobre planificación familiar tomadas en la ciudad de Huicheng, distrito de Xinhui.

El aborto en la República Popular China, referido al aborto inducido o finalización voluntaria del embarazo, es un servicio sanitario gratuito que ofrece el gobierno a petición de la mujer que desde 1970 era totalmente libre y legal. Pero, debido a una profunda crisis demográfica, el 30
de septiembre de 2021 China aprobó una ley que prohíbe el aborto que no se realice por razones médicas.
Además de un fácil acceso a los métodos anticonceptivos precoitales y a la anticoncepción de emergencia poscoital, el aborto inducido se consideraba imprescindible por el gobierno de China para alcanzar sus objetivos de estabilidad de la población antes de la crisis de fertilidad y en su momento constituía uno de los métodos usados para alcanzar la política de hijo único.
La política nacional de control de la población y en concreto la restrictiva política de hijo único ha contribuido a la práctica del aborto selectivo de mujeres por diagnóstico prenatal del sexo -como consecuencia del deseo anclado en la tradición de preferir hijos varones-, ambas prácticas -diagnóstico prenatal del sexo y aborto selectivo- son ilegales en China.

## Despenalización del aborto en China
Antes del establecimiento de la República Popular de China el aborto era ilegal y continuó siéndolo hasta la década de 1970 en la que el aborto se considera un método más para alcanzar los objetivos de China de control de la población.

## Contexto histórico político demográfico en China

### 1949- Natalismo inicial de la revolución comunista
La doctrina oficial de la revolución comunista de 1949 sobre la demografía y el crecimiento de la población pasó a ser parte de la ortodoxia marxista: no hay problema en la cantidad de población sino en la producción, sin propiedad privada no habrá problema de reparto de la producción y la alimentación para una población numerosa.
En palabras de Mao Zedong:

Se debe considerar positivo que China tenga una población numerosa. Incluso si la población de China debiese multiplicarse varias veces, podría encontrar soluciones a los problemas creados por su incremento; la solución reside en la producción... Revolución más producción pueden resolver el problema de alimentar a la población”

No todos defendían el natalismo nacionalista, así, el presidente de la Universidad de Pekín Ma Yinchu consideraba necesaria la planificación familiar ya en 1950, razón por la que fue cesado-.

### 1953 - Intentos de control de la natalidad: primer censo moderno
A raíz del primer censo moderno de 1953, que revela una población de 583 millones de personas las autoridades chinas se muestran receptivas al neomaltusianismo dominante en el pensamiento demográfico occidental de esos años.
A partir de agosto de 1959, el Ministerio de Salud Pública desarrolla una campaña de control de la natalidad rodeada de un gran esfuerzo propagandístico, aunque sin efectos visibles en la fecundidad. Es el primer intento que apenas dura unos meses ya que la Revolución Cultural, con su Gran Salto Adelante.

### 1958/1961 - Hambruna y muerte de 20 millones
Entre 1958 y 1961 se produce un hundimiento de la producción agrícola que tiene como primera consecuencia 20 millones de muertos de hambre. En ese contexto la planificación familiar es un asunto menor.

### 1963/1966 - Reducción de la fecundidad por el matrimonio tardío
No obstante, se retoman algunas medidas indirectas dirigidas al control de la población como la promoción de las virtudes del matrimonio tardío. Así, los primeros años de la década de 1960 -en las ciudades- se reduce la fecundidad casi a la mitad entre los años 1963 y 1966.

### 1972 - Antinatalismo y políticas de control poblacional
Es en 1972, cuando el partido comunista chino asume como una política nacional de primer orden el control del aumento de la población y promueve, a pesar de la reticencia de algunos dirigentes, una campaña de carácter nacional, con la creación de supervisores y estructuras administrativa y secciones específicas en las comisarías urbanas para el control riguroso de la población. En el medio rural se envían consejeros médicos con el fin de informar y facilitar el acceso y distribución de anticonceptivos.

#### Primeros límites al número de hijos
A mediados de los setenta se establecen objetivos de control numéricos por unidades administrativas y por primera vez se establecen límites en el número de hijos por familia:
- Medio urbano: un máximo aconsejable de dos hijos.
- Medio rural: tres o cuatro.

### 1979 - Política de hijo único
Las proyecciones demográficas derivadas de las inercias demográficas a finales de la década de 1970, si no se corregían, apuntaban a crecimientos enormes e insostenibles de la población, que impedirían los programas de desarrollo, económicos y modernización que se establecieron en esa época por el gobierno chino.
El objetivo era conseguir la estabilización de la población en el año 2000, una vez alcanzados los 1.200 millones de habitantes. Para ello se establece el objetivo del hijo único en todo el país -con excepciones en territorios considerados especiales o para las minorías étnicas-.
Era un objetivo radical y sin precedentes. Se combinó la propaganda, la presión social, el establecimiento de beneficios y penalizaciones económicas
Así, las parejas con un solo hijo, si deciden no tener más, obtienen una certificación que les otorga distintos beneficios: baja de maternidad más prolongada, servicios pediátricos preferentes, asignación prioritaria de vivienda... llegando a recibir ayudas en metálico. 
Sin embargo, en el medio rural, la fuerza de la tradición hace que la fecundidad sea mucho mayor, por lo que los controles son muy rigurosos: se sigue potenciando el retraso en el matrimonio -en 1980 se prohíbe el matrimonio antes de los 22 y los 20 años de hombres y mujeres respectivamente-, y el retraso para tener el primer hijo. Quienes ya lo tienen son supervisados en sus prácticas anticonceptivas y presionados para la práctica del aborto forzado y la esterilización.

#### Ayuda de Estados Unidos para el control demográfico en China
Aún en la guerra fría, los Estados Unidos ven con temor el rápido crecimiento demográfico de todo el Tercer Mundo y en especial de China, a quien presta asesoramiento y financiación a través de la Federación Internacional de Planificación Familiar (IPPF) y del Fondo de las Naciones Unidas para la Población (UNFPA). Tras la llegada al poder de Ronald Reagan en 1981, apoyado por sectores ultraconservadores y antiabortistas, la política de EE. UU. experimenta un giro radical e irá retirando su apoyo al UNFPA, hasta que en 1986 retira toda la financiación por lo que renuncia al control del crecimiento demográfico en China y otros países pobres.

### 2006 - La población en China supera los 1.300 millones
En 1999 la República Popular China incremento su población en 670 millones de habitantes respecto a 1953, superando los 1.252 millones. En 2006 las cifras oficiales del gobierno chino arrojaban más de 1.300 millones de habitantes. En 2008 la población estimada era de 1328 millones.

### 2021 - Prohibición del aborto que no se realice por razones médicas
Para revertir su profunda crisis demográfica a partir de septiembre de 2021 China ha prohibido el aborto que no se realice por razones médicas.

## Número de abortos en China
Resulta difícil conocer con cierto rigor el número de abortos realizados en China ya que no todos son registrados (lo que también sucede en otros países) y las estadísticas del gobierno (a diferencia de otros países) se consideran secreto de Estado.
Sin embargo algunas fuentes estiman que en 2008 hubo unos 13 millones de abortos, ya que fueron vendidas unas 10 millones de píldoras abortivas. Los abortos son más comunes en el medio urbano ya que las parejas pueden tener un hijo únicamente. En las zonas rurales está permitido tener un segundo hijo si el primero es una niña y siempre que se obtenga el «permiso de segundo nacimiento" que tiene un coste de aproximadamente 4.000 yuanes (650 dólares - 500 Euros).

## Ilegalidad del aborto selectivo
La práctica del diagnóstico prenatal del sexo y el aborto selectivo -según el sexo, tradicionalmente en hembras- por razones no médicas son ilegales en China. A pesar de su ilegalidad se considera que sigue practicándose, a la vista de los desequilibrios en la proporciones de sexo en la población, ya que éste no puede explicarse únicamente por no registrar a las mujeres nacidas o por la una mortalidad infantil femenina.
En el año 2007 nacieron 117 niños por cada 100 niñas. Estos datos se siguen explicando por la persistencia de la tradición familiar que prefiere a los niños antes que a las niñas.
En 2005 el gobierno chino comenzó un plan de acción con el objetivo de normalizar la relación de sexos de los recién nacidos antes de 2010 y por tanto contra el aborto selectivo de niñas.

### Prohibición del diagnóstico prenatal del sexo
En virtud de dicho plan el aborto selectivo por sexo fue prohibido así como el diagnóstico prenatal del sexo siendo castigados severamente su práctica. También se incluyeron el control de la comercialización de máquinas de ultrasonidos utilizadas para el diagnóstico y la mejora de los sistemas utilizados por las organizaciones de planificación familiar sobre los nacimientos, los abortos y los embarazos.
A pesar de todo, el aborto selectivo por sexo se sigue practicando, ya que como en otros muchos países, el aborto ilegal no es fácilmente controlable por los gobiernos sobre todo por la persistencia, en el caso chino, de la preferencia por el hijo varón.